# Kresge Auditorium
 (avril 2023).
Si vous disposez d'ouvrages ou d'articles de référence ou si vous connaissez des sites web de qualité traitant du thème abordé ici, merci de compléter l'article en donnant les références utiles à sa vérifiabilité et en les liant à la section « Notes et références ».
Le Kresge Auditorium est un auditorium du campus du Massachusetts Institute of Technology (MIT) à Cambridge dans le Massachusetts. Conçu par l'architecte Eero Saarinen, il a été inauguré en 1955.

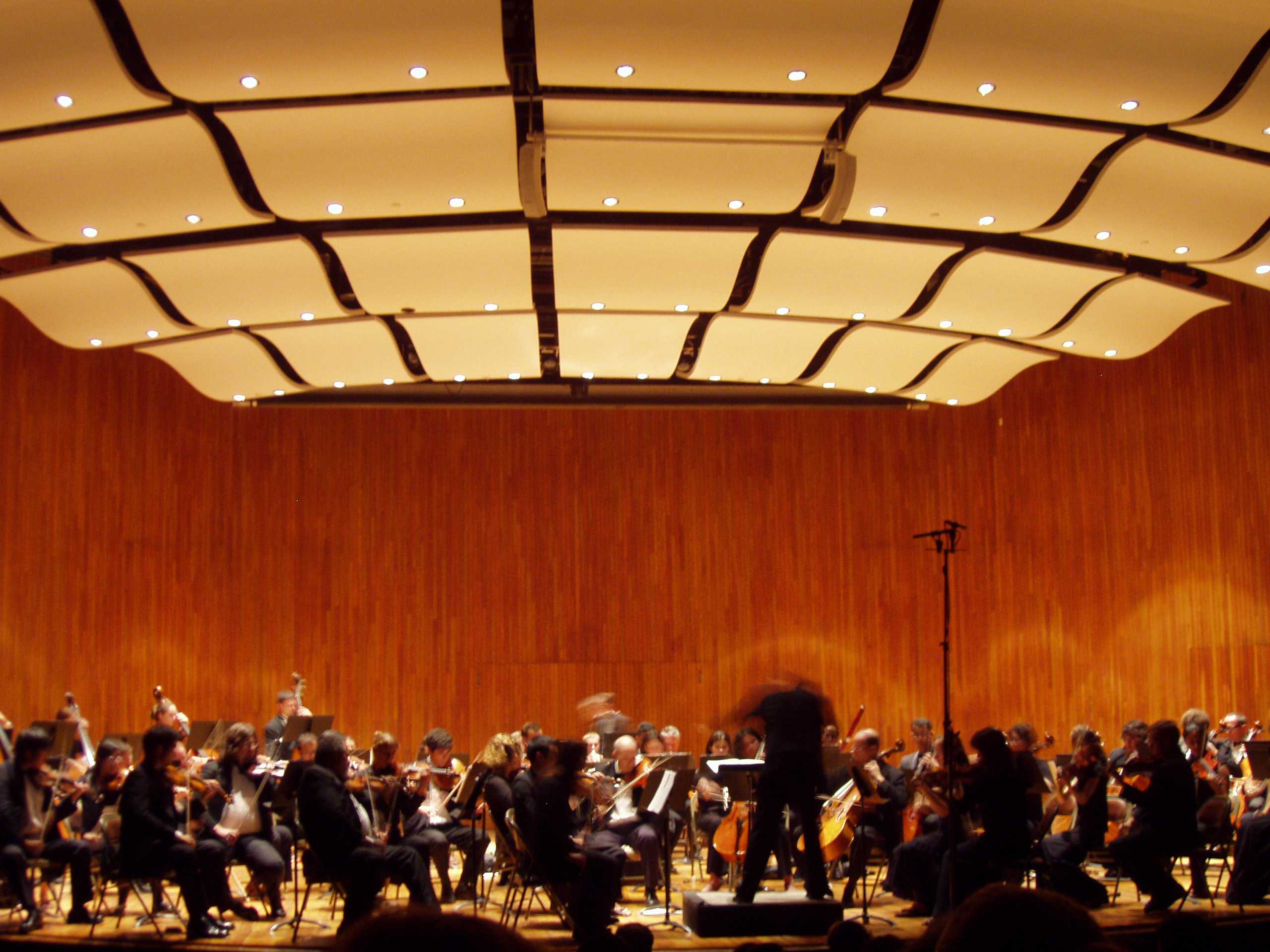
Kresge Auditorium.